# Leo Vanackere
Leo Victor Vanackere (Wevelgem, 7 juli 1927 - Brugge, 18 augustus 1979) was een Belgisch senator voor de CVP en een gouverneur van West-Vlaanderen.

## Eerste jaren
Leo Vanackere was het tweede kind in het gezin van een vlasbewerker in Wevelgem. Hij studeerde af als onderwijzer in de normaalschool van Torhout en werd onderwijzer in Lauwe en Bavikhove. Hij werd ook van 1948 tot 1953 ook gouwleider van de KSA Noordzeegouw (West-Vlaanderen), als rechterhand van kanunnik Karel Dubois. 
Na vijf jaar in deze functie, werd hij van 1953 tot 1954 secretaris van de CVP-afdeling van het arrondissement Kortrijk. Daarna was hij van 1954 tot 1968 nationaal secretaris-generaal van de Vlaamse vleugel van de CVP. Hij was van 1951 tot 1975 ook secretaris van de Bond van CVP-raadsleden.

## Politieke loopbaan
Vanackere werd van 1958 tot 1979 gemeenteraadslid en van 1958 tot 1969 schepen in Sint-Stevens-Woluwe. Hij vertelde vaak dat hij zijn eerste verkiezingscampagnes onrechtstreeks had gevoerd, door de West-Vlamingen aan te schrijven die naar het Brusselse uitgeweken familieleden hadden. 
Bij de verkiezingen van 1968 werd hij verkozen in de Kamer van volksvertegenwoordigers, maar hij besloot niet te zetelen en lid van de Senaat te worden. Van 1968 tot 1971 en van 1974 tot 1979 was hij provinciaal senator voor Brabant, van 1971 tot 1974 gecoöpteerd senator. In de periode december 1971-juni 1979 zetelde hij als gevolg van het toen bestaande dubbelmandaat ook in de Cultuurraad voor de Nederlandse Cultuurgemeenschap, die op 7 december 1971 werd geïnstalleerd en de verre voorloper is van het Vlaams Parlement. Hij maakte eerst - van februari 1972 tot april 1974 - als secretaris en vervolgens - van april 1974 tot aan de start van zijn gouverneurschap in juni 1979 - als eerste ondervoorzitter deel uit van het Bureau (dagelijks bestuur) van de Cultuurraad. 
Daarnaast was hij van 1968 tot 1977 voorzitter van het Komitee voor Frans-Vlaanderen. Hij leidde de Frans-Vlaamse Cultuurdagen die jaarlijks in Waregem doorgingen. Hij was medestichter en van 1968 tot 1977 algemeen voorzitter van de Vereniging voor Familiekunde. Hij was ook van 1969 tot 1977 lid van het Hoofdbestuur van het Algemeen Nederlands Verbond.
Hij oefende tal van mandaten uit, zoals afgevaardigd bestuurder bij de Gemeentedienst van België en bestuurder bij de Vereniging van Belgische Steden en Gemeenten.
In juni 1979 werd hij gouverneur van de provincie West-Vlaanderen, in opvolging van Pierre van Outryve d'Ydewalle. Hij bekleedde deze functie minder dan honderd dagen, tot aan zijn plotse overlijden, veroorzaakt door een massieve hartaanval. Na zijn dood werd bewonderend geschreven over de enorme activiteit die hij op een zo korte tijd had ontwikkeld. Hij werd opgevolgd door Olivier Vanneste.

## Politieke familie
Leo Vanackere was getrouwd met Anna Wallays (Wevelgem, 25 september 1922 - Vilvoorde, 5 juli 2004) en was vader van vijf kinderen, waaronder Steven Vanackere, die onder meer minister werd. 
Leo's schoonbroer Guido Carron was actief in de politiek als burgemeester van Waregem en hun beider schoonvader, Remi Wallays, was burgemeester van Wevelgem.
In september 2009 wijdde de openbare bibliotheek van Wevelgem een tentoonstelling aan hem.

## Publicaties
- Modern gemeentebeleid, Brussel, 1970.
- De vijfdaagse schoolweek in het kleuter- en lager onderwijs, in: De Gemeente, 1970.